# Ierland op het Eurovisiesongfestival 2003
Ierland nam deel aan het Eurovisiesongfestival 2003 in Riga, Letland.
Het was de 36ste deelname van Ierland aan het festival.
De nationale omroep RTE was verantwoordelijk voor de bijdrage van Ierland voor 2003.

## Selectieprocedure
De Ierse nationale finale werd gehouden op 8 maart 2003 in het Helix Centre in Dublin en werd uitgezonden door de RTÉ, gepresenteerd door Ray D'arcy.
Vier acts deden mee in de finale en de winnaar werd gekozen door televoting.

## In Riga
In Letland moest Ierland aantreden als 3de, na Oostenrijk en voor Turkije.
Op het einde van de puntentelling bleek dat Ierland 11de was geworden met een score van 53 punten.
Men ontving 1 keer het maximum van de punten.
Door dit resultaat mocht Ierland op het Eurovisiesongfestival 2004 onmiddellijk aantreden in de finale.
Nederland en België hadden respectievelijk 0 en 1 punt over voor deze inzending.

### Gekregen punten

#### Finale
| 12 punten             | 10 punten | 8 punten | 7 punten             | 6 punten                      |
| --------------------- | --------- | -------- | -------------------- | ----------------------------- |
| - Verenigd Koninkrijk |           |          | - Cyprus - Portugal  | - Noorwegen                   |
| 5 punten              | 4 punten  | 3 punten | 2 punten             | 1 punt                        |
| - Malta - Turkije     | - Kroatië |          | - IJsland - Slovenië | - België - Letland - Oekraïne |

### Punten gegeven door Ierland

#### Finale
Punten gegeven in de finale:
| 12 punten | Noorwegen   |
| 10 punten | België      |
| 8 punten  | Estland     |
| 7 punten  | IJsland     |
| 6 punten  | Kroatië     |
| 5 punten  | Nederland   |
| 4 punten  | Duitsland   |
| 3 punten  | Malta       |
| 2 punten  | Portugal    |
| 1 punt    | Griekenland |

1965 · 1966 · 1967 · 1968 · 1969 · 1970 · 1971 · 1972 · 1973 · 1974 · 1975 · 1976 · 1977 · 1978 · 1979 · 1980 · 1981 · 1982 · 1983 · 1984 · 1985 · 1986 · 1987 · 1988 · 1989 · 1990 · 1991 · 1992 · 1993 · 1994 · 1995 · 1996 · 1997 · 1998 · 1999 · 2000 · 2001 · 2002 · 2003 · 2004 · 2005 · 2006 · 2007 · 2008 · 2009 · 2010 · 2011 · 2012 · 2013 · 2014 · 2015 · 2016 · 2017 · 2018 · 2019 · 2020 · 2021 · 2022 · 2023 · 2024 · 2025